# 黄海北道

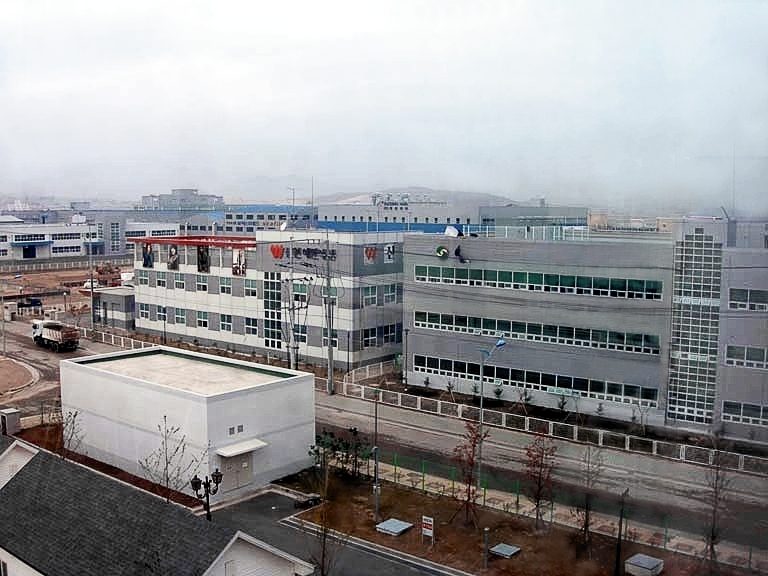
開城工業區

黄海北道（朝鲜语：／ Hwanghaebuk do */?），是朝鲜民主主义人民共和国西南部的地方行政区。面积8,154平方公里。人口2,113,672人（2008年统计）。人口密度260人/平方公里。
道政府所在沙里院市。管辖2市14郡272里50洞7劳动地区，

## 地理
北接平壤直轄市和平安南道，东临江原道，南邻开城特別市，西与黄海南道接壤。位于内陆。

## 历史
- 1417年：黄州和海州合为黄海道。
- 1954年：朝鲜政府将黄海道分为南北两部分，成立黄海北道。
- 2003年：開豐郡、長豐郡及開城特級市併入黄海北道。
- 2010年：江南郡、中和郡、祥原郡、勝湖區域從平壤直轄市併入黄海北道。
- 2011年：江南郡劃歸平壤直轄市。
- 2019年：開城特級市升格為開城特別市，從此道分出。2023年2月：長豐郡併入開城特別市，從此道分出。[來源請求]

## 行政区划
- 市：沙里院市 - 松林市
- 郡：谷山郡 - 金川郡 -  麟山郡 - 鳳山郡 - 瑞興郡 - 遂安郡 - 新溪郡 - 新坪郡 - 延山郡 - 燕灘郡 - 銀波郡 - 兔山郡 - 平山郡 - 黃州郡 - 中和郡 - 祥原郡 - 勝湖郡

## 政治

### 历任党委责任书记
- 朴昌浩

## 高等院校
- 桂應祥沙里院農業大學
- 沙里院地質大學
- 沙里院教員大學
- 沙里院藝術學院

## 觀光熱點
- 中朝友誼林：長豐郡貴存里的馬嶺山山麓有100平方公頃海松林，由中國人民志願軍在1958年的春季，在即將返回中國時，和當地的朝鮮民眾一起植樹，稱植了30多平方公頃海松林。
- 王建王陵